# Державне агентство України з туризму та курортів
Державне агентство України з туризму та курортів (Держтуризмкурорт України) — центральний орган виконавчої влади, що забезпечував реалізацію державної політики у сфері туризму та курортів до 2015 року, утворений 6 квітня 2011 року відповідно до пункту 1 Указу Президента України № 370 «Питання оптимізації системи центральних органів виконавчої влади».
Діяльність агентства спрямовується Кабінетом Міністрів України через Міністра інфраструктури України.
Агентство було ліквідоване постановою КМУ від 10 вересня 2014 р. № 442. Остаточно ліквідоване у січні 2015 року.
22 липня 2016 року при Міністерстві економічного розвитку і торгівлі України було створено Департамент туризму та курортів Міністерстві Економічного Розвитку і Торгівлі України. З 4 грудня 2019 року центральним органом виконавчої влади, який реалізує державну політику у сфері туризму та курортів, відповідно до постанови КМУ № 995 стало Державне агентство розвитку туризму України, діяльність якого спрямовується і координується Кабінетом Міністрів України через Міністра культури, молоді та спорту.

## Голова
- Шаповалова Олена Олексіївна до 16.04.2014

## Основні пріоритети
Основними пріоритетами у роботі Держтуризмкурорту з реалізації державної політики у сфері туризму та курортів є:
- створення оптимальних нормативно-правових засад розвитку сфери туризму та курортів України;
- забезпечення державної підтримки в'їзного і внутрішнього туризму;
- формування конкурентоспроможного на світовому ринку національного туристичного продукту.

## Структура
- Керівництво (прізвища, телефони)[9]

Структурні підрозділи
- Відділ туристичної діяльності
- Відділ туристичної інфраструктури
- Сектор курортів
- Сектор взаємодії з регіонами
- Сектор контролю за дотриманням ліцензійних умов
- Відділ міжнародного співробітництва та виставкової діяльності
- Сектор правового забезпечення
- Відділ роботи з персоналом та організаційно-аналітичного забезпечення роботи Голови, діловодства та контролю
- Відділ економіки, бухгалтерського обліку та стандартизації
- Сектор взаємодії з ЗМІ та громадськістю

## Консультативно-дорадчі органи[10]
- Науково-технічна рада[11]
- Рада представників регіонів сфери туризму та курортів[12]
- Рада туристичних міст України[13]
- Галузева тристороння соціально-економічна рада при Держтуризмкурорті[14]

## Реєстри
- Ліцензійний реєстр суб'єктів туроператорської діяльності[15]
- Реєстр свідоцтв про встановлення категорій готелям та іншим об'єктам, що призначаються для надання послуг з тимчасового розміщення (проживання)[16]

## ТуристичнийбрендУкраїни
Розробку туристичного бренду було реалізовано Державним агентством України з туризму та курортів на кошти гранту, наданого Німецьким товариством з міжнародного співробітництва (GIZ) в Україні. Над проєктом працювала робоча група у складі команди «ВікіСітіНоміка», дизайн-студії «Королівські митці» та агентства «Brandhouse».

## Історія
- Список керівників ЦОВВ з туризму України